# L'Hôpital-d'Orion
L'Hôpital-d'Orion là một commune tỉnh Pyrénées-Atlantiques, thuộc vùng Nouvelle-Aquitaine, tây nam nước Pháp.